# William Hunter (anatomista)
William Hunter (East Kilbride, 23 maggio 1718 – Londra, 30 marzo 1783) è stato un anatomista e ostetrico scozzese.

## Biografia

### Origini e formazione
Nato ad East Kilbride in Scozia, il 23 maggio 1718, Hunter era il settimo figlio di un contadino, John Hunter (1673-1741) e Agnes Paul (1690-1751).
Spinto dal padre ad intraprendere la carriera ecclesiastica, egli dapprima frequentò una scuola latina locale e poi si immatricolò nell'università di Glasgow, nel 1731. In questo ambiente scettico però, ebbe alcune perplessità in materia religiosa, così abbandonò tali studi senza laurearsi, nel 1736.
Un amico di famiglia, William Cullen, che esercitava la professione medica ad Hamilton (Scozia), lo prese come apprendista e lo indusse ad abbracciare la medicina.
Per migliorare le sue conoscenze, seguì le lezioni di anatomia di Alexander Munro (anatomista) e a Londra imparò la pratica ostetrica da William Smellie.
In quel periodo James Douglas (medico ed anatomista), gli offrì un posto come suo assistente e come precettore del figlio William George. Permise inoltre ad Hunter di diventare allievo di chirurgia al St. George's Hospital.
Quando Douglas morì nel 1742, Hunter continuò a vivere con la sua famiglia fino al 1749. Nel 1743 intanto, si era recato con William George a Parigi per seguire le lezioni di anatomia di Antoine Ferrein, e quelle di chirurgia di Henry-François Le Dran.
Rientrato a Londra incontrò nuovamente suo fratello più giovane, John Hunter, e i due si stabilirono, nel 1749, con la loro famiglia a Covent Garden.

### Carriera
Hunter fu ammesso già nel 1747 nella Company of Surgeons e l'anno seguente fu nominato chirurgo ed ostetrico al Middlesex Hospital.
Nel 1756 abbandonò la compagnia e divenne membro del Royal College of Physicians da cui però fu escluso a causa della sua pratica ostetrica. Così egli si unì alla rivale Society of Collegiate Physicians di cui divenne presidente. Più tardi, nel 1767, fu eletto socio della Royal Society.
Durante quegli anni, le famiglie più ricche ed aristocratiche cercarono la sua assistenza con crescente regolarità. A quel tempo, sir Reginald Mannigham ed il dottor Francis Sandys dominavano la scena della pratica ostetrica a Londra, ma la morte del primo nel 1759 ed il ritiro dell'altro favorirono l'ascesa di Hunter in questo ambito.
Nel 1762, la supervisione di successo del parto della regina Carlotta, non solo fu un trionfo personale ma fece sì che egli divenne l'ostetrico per eccellenza di quel periodo.

### Ultimi anni di vita
L'esercizio della professione, l'insegnamento ed oculate operazioni finanziarie fruttarono ad Hunter una notevole fortuna che investì in splendide raccolte di libri, manoscritti, dipinti, medaglie, minerali, fossili, campioni di storia naturale, curiosità dei mari del sud, e in una vasta collezione di preparati anatomici.
Poi commissionò all'architetto James Myle la progettazione di una dimora in Great Windmill Street in cui poter conservare le proprie collezioni ed insegnare anatomia.
Vi si stabilì nel 1767 e fu qui che Hunter morì nel 1783 a causa di un collasso proprio durante una delle sue lezioni. Fu sepolto nella chiesa di St. James, a Piccadilly, dove in seguito venne innalzato un monumento in sua memoria.
Nel testamento espresse la volontà di lasciare i suoi “tesori” all'università di Glasgow dove oggi sono conservati nella biblioteca e nel Hunterian Museum and Art Gallery dell'Università di Glasgow.

## Contributo alla medicina
Dopo che Hunter tornò dal viaggio di Parigi, praticò sempre chirurgia ed ostetricia a Londra.
Nel 1746, il suo primo corso di anatomia fu modellato sullo stile di insegnamento Parigino: egli infatti fu il primo in Inghilterra a dare la possibilità agli allievi di eseguire essi stessi le dissezioni tanto da esser definito “il miglior professore che il mondo abbia mai conosciuto”. 
Come era usanza in quel periodo, Hunter usò le sue lezioni di anatomia per divulgare molte sue scoperte (cosa che talvolta gli provocò il coinvolgimento in alcune dispute mediche).

### Studi e scoperte mediche
Influenzato inizialmente dalle scoperte di Douglas, Hunter si occupò della struttura e della patologia delle cartilagini articolari e cellulari (tessuto connettivale), ed in seguito della configurazione del testicolo, dell'insensibilità della dura madre, del periostio, del tendine e dei legamenti. Con il fratello John determinò l'origine dell'ernia congenita; spiegò il modo in cui potevano verificarsi fratture della rotula; provò che normalmente tra polmone e pleura non c'è aria; propose trattamenti per la frattura del cranio, per le lussazioni, per la varice aneurismatica e per alcuni disturbi digestivi.
Si interessò del sistema linfatico, confermando il potere assorbente dei vasi linfatici, mostrando adeguatamente le loro ramificazioni nell'organismo e mettendo in evidenza il ruolo da essi giocato in materia nutritiva e patologica.
In veste di anatomista inoltre, fornì talvolta testimonianze di perito nei processi.
Tuttavia, la fama di William Hunter senz'altro giace nelle sue scoperte relative all'apparato riproduttore femminile e alla gravidanza. Già nel 1743 aveva dimostrato la separazione, in caso di cani e gatti, tra circolazione materna e fetale.
Ma nel 1750 per la prima volta nella storia, il medico fu in grado di sezionare interamente un utero umano gravido arrivando a stabilire l'anatomia della circolazione sanguigna nella madre e nel feto attraverso la placenta; dimostrò anche che la membrana embrionale esterna, il corion spugnoso, è una produzione dell'utero e non del feto identificandone anche le parti costitutive come decidua vera, decidua basalis e decidua reflexa.
Le scoperte di Hunter influenzarono le sue concezioni ostetriche: egli sostenne la non-interferenza nel processo natale (in particolar modo nell'espulsione della placenta), raccomandò la prudenza nell'uso del forcipe, si dichiarò contrario alla sezione della sinfisi pubica, effettuata allo scopo di aumentare lo spazio pubico, ed elaborò una cura per l'utero retroverso.

### Opere principali

Frontespizio di Anatomia uteri humani gravidi (in latino e inglese), 1774

William Hunter si servì della collaborazione con l'artista Jan Van Rymsdyk per illustrare molte delle sue dissezioni.
Tali illustrazioni vennero poi inserite nell'opera Anatomy Of The Human Gravid Uterus Exhibited By Figures (anatomia dell'utero umano gravido esposta con immagini) pubblicata nel 1774.
Degno di nota è anche il testo Uncertainty of the Signs of Murder in the Case of Bastard Children (incertezza degli indizi di un omicidio nel caso di bambini bastardi) divenuto un classico della medicina legale.